# The Rise and Fall of Ziggy Stardust and the Spiders from Mars
The Rise and Fall of Ziggy Stardust and the Spiders from Mars (sovint escurçat Ziggy Stardust, literalment: L'Auge i Declivi de Ziggy Stardust i les Aranyes de Mart) és el cinquè àlbum d'estudi del músic anglès David Bowie, publicat el 16 de juny de 1972 al Regne Unit per RCA Records. Va ser produït per Bowie i Ken Scott i hi apareix la banda de suport de Bowie the Spiders from Mars – formada per Mick Ronson, Trevor Bolder i Mick Woodmansey. La majoria de les cançons van ser escrites més o menys en el mateix període que les del disc predecessor Hunky Dory. Després de completar l'àlbum, va començar l'enregistrament de Ziggy Stardust al novembre de 1971 al Trident Studios de Londres, amb posteriors sessions a principis del febrer de 1972.
Descrit com una òpera rock i un àlbum conceptual solt, Ziggy Stardust fa referència a l'alter ego titular de Bowie: Ziggy Stardust, una estrella de rock fictícia andrògina, bisexual que és enviada a la Terra com a salvador abans d'un imminent desastre apocalíptic. El personatge estava inspirat en diversos músics, inclòs el cantant anglès Vince Taylor. La major part del concepte de l'àlbum va ser desenvolupat després que les cançons fossin enregistrades. El personatge va romandre en la subsegüent Gira Ziggy Stardust. Una pel·lícula del concert del mateix nom, dirigida per D. A. Pennebaker, va ser filmada al juliol de 1973 i estrenada el 1979, seguida d'un àlbum en viu del mateix espectacle publicat l'any 1983.
La música a Ziggy Stardust ha estat caracteritzat com a glam rock i proto-punk. A diferència del seu predecessor Hunky Dory, que es basava generalment en el piano, les cançons de Ziggy Stardust són principalment sobre guitarra, sobretot a causa de la sortida del grup del teclista Rick Wakeman. Les cançons van ser influïdes per Iggy Pop del Stooges, Lou Reed de The Velvet Underground, i Marc Bolan de T. Rex. Les lletres de l'àlbum parlen de l'artificialitat de la música rock, d'assumptes polítics, de l'ús dels fàrmacs, de l'orientació sexual i de les estrelles. Bowie també utilitza pronunciacions i argot americà constantment. La portada de l'àlbum, fotografiada per Brian Ward en monocrom i recolorida per Terry Pastor, va ser feta a Londres, a l'exterior de la casa de pellaires "K. West".
Precedit pel single "Starman", The Rise and Fall of Ziggy Stardust and the Spiders from Mars va arribar a ser el número cinc en l'UK Albums Chart i el número 75 al Billboard 200 estatunidenc. L'àlbum va rebre una àmplia aclamació de la crítica i, seguint la seva actuació de "Starman" en el programa anglès de televisió Top of the Pops, va propulsar Bowie a l'estrellat. Com que no volia que Ziggy el definís, Bowie va crear un personatge nou, Aladdin Sane, pel seu següent àlbum, que Bowie va descriure com "Ziggy se'n va a Amèrica". De llavors ençà ha estat considerat un dels àlbums més importants en el gènere del glam rock i un dels àlbums més grans de tots els temps. L'àlbum ha estat reestrenat diverses vegadesi va ser remasteritzat l'any 2012 en el seu 40è aniversari. Al 2017, va ser seleccionat per a la seva preservació en el National Recording Registry, en ser considerat "culturalment, històricament, o artísticament significant" per la Biblioteca del Congrés.

## Rerefons
A continuació de la seva gira pormocional a Amèrica al febrer de 1971,, Bowie va tornar a Haddon Hall, Anglaterra, i va començar a escriure cançons, moltes d'elles inspirades en els gèneres musicals diversos que eren presents a Amèrica. Component en piano, més que no pas en guitarra acústica com havia fet anteriorment, va escriure unes tres dotzenes de cançons, moltes de les quals apareixerien en el seu quart àlbum d'estudi Hunky Dory i a Ziggy Stardust; entre elles hi havia "Moonage Daydream" i "Hang On to Yourself", que va enregistrar amb la seva efímera banda Arnold Corns el febrer de 1971, i subsegüentment reenregistrades per Ziggy Stardust. La feina va començar oficialment amb Hunky Dory el juny de 1971 a Trident Studios, Londres. En les sessions hi van actuar els músics que més tard serien coneguts com the Spiders from Mars – formats per Mick Ronson, Trevor Bolder i Mick Woodmansey. Ken Scott, que havia treballat com a enginyer en els dos àlbums previs de Bowie i per the Beatles, va ser elegit com a productor. En les sessions també hi va participar Rick Wakeman en el piano que, després de completar la seva feina a l'àlbum, va rebutjar l'oferta de Bowie d'unir-se a the Spiders from Mars per unir-se al grup anglès de rock progressiu Yes. Segons Woodmansey, Hunky Dory i Ziggy Stardust van ser enregistrades gairebé un rere l'altre. No obstant això, the Spiders es van adonar que les cançons de Hunky Dory no eren adients per ser tocades en directe, i can creure necessari fer un altre àlbum que poguessin presentar a les gires.
Després que el mànager de Bowie Tony Defries acabé el seu contracte amb Mercury Records, Defries va presentar l'àlbum a diverses discogràfiques dels Estats Units, inclosa la novaiorquesa RCA Records. El cap de la discogràfica, Dennis Katz, va escoltar les cintes i va veure el potencial de les cançons sobre piano, firmant amb Bowie un pacte per un tercer àlbum el 9 de setembre; RCA es va convertir en la discogràfica de Bowie per la resta de la dècada. Hunky Dory va ser publicat el 17 de desembre amb molt bones crítiques però no es va vendre gaire i no va poder entrar a l'UK Albums Chart, en part per un màrqueting fluix de la productora RCA; la discogràfica havia sentit que Bowie canviaria la seva imatge per al seu següent àlbum així que no van saber com promocionar l'àlbum Hunky Dory.

## Enregistrament i producció
No t'agradarà, és molt similar a Iggy Pop.

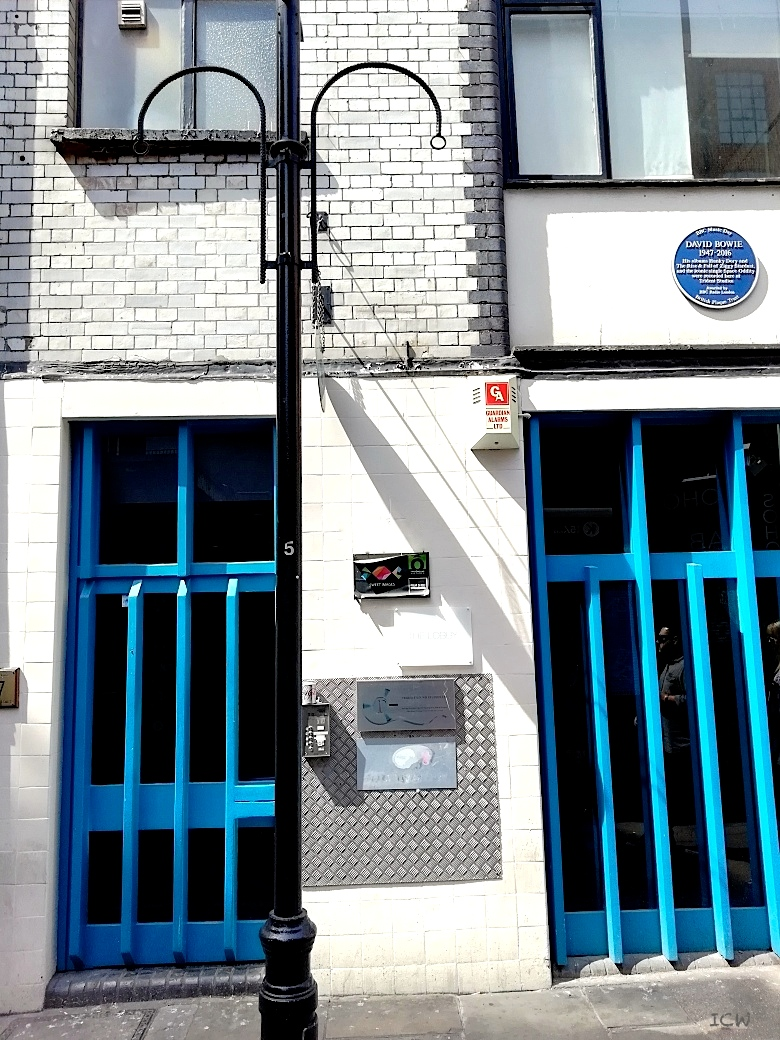
L'antic edifici de l'estudi Trident Studios l'any 2018, on es va gravar l'àlbum.

La primera cançó que va ser pròpiament gravada per Ziggy Stardust va ser la cover de Ron Davies "It Ain't Easy", el 9 de juliol de 1971. Originalment programada per ser presentada a Hunky Dory, es va descartar la cançó en aquest àlbum i subsegüentment es va incloure a Ziggy Stardust. Amb Hunky Dory preparada per a ser estrenada, les sessions de Ziggy Stardust van començar oficialment a Trident Studios el 8 de novembre de 1971, utilitzant gran part del personal que havia treballat per Hunky Dory. L'any 2012, el co-productor Ken Scott va dir que "el 95 per cent de les parts vocals dels quatre àlbums que vaig fer amb ell com a productor, es van fer a la primera presa." Segons el seu biògraf Nicholas Pegg, el "sentit de propòsit" de Bowie durant les sessions era "decisiu i absolut"; sabia exactament el que volia per a cada cançó. Com que la majoria de les pistes van ser gravades gairebé íntegrament en directe, Bowie recordava que en alguns punts havia de taral·larejar a Ronson el seus solos. Atesa l'actitud generalment desdenyosa de Bowie durant les gravacions de The Man Who Sold the World (1970), Ronson havia de crear els seus solos individualment i tenia molt poc guiatge. Tanmateix, Bowie va tenir una actitud molt millor en la gravació de Hunky Dory i de Ziggy Stardust, i va ajudar Ronson en allò que estava buscant. Per a l'àlbum, Ronson va utilitzar una guitarra elèctrica endollada a un amplificador Marshall de 100 watts i a un pedal wah-wah; Bowie tocava una guitarra rítmica acústica.
Utilitzant un magnetòfon de 16 pistes 3M M56, el grup va enregistrar les versions inicials de "Star" (llavors anomenada "Rock 'n' Roll Star") i de "Hang On to Yourself", ambudes considerades poc exitoses. Es van tornar a gravar totes dues cançons tres dies més tard, l'11 de novembre, juntament amb "Ziggy Stardust", "Looking For a Friend", "Velvet Goldmine" i "Sweet Head". L'endemà, el grup va gravar dues preses de "Moonage Daydream", una de "Soul Love", dues de "Lady Stardust" i dues de la nova versió de la cançó de The Supermen de l'àlbum The Man Who Sold the World. Tres dies després, el 15 de novembre, el grup va gravar "Five Years" i les versions no acabades de "It's Gonna Rain Again" i de "Shadow Man". Woodmansey va descriure el procés de gravació com molt àgil i va dir que gravaven les cançons, les tornaven a escoltar i que si no havien capturat el so que ells estaven buscant, les tornaven a gravar de bell nou. Aquell dia, es va crear un ordre, que incloïa la cover de Chuck Berry "Round and Round", i la de Jacques Brel "Amsterdam" (que es publicaria com la cara B de "Sorrow" l'any 1973), una nova gravació de "Holy Holy" i "Velvet Goldmine"; "It Ain't Easy" no es troba a la llista. Segons Pegg, l'àlbum havia de dur per títol Round and Round a data del 15 de desembre.
Després de la sessió del 15 de novembre, el grup va fer una parada per unes vacances. Van reprendre la feina el 4 de gener de 1972. El grup va estar assajant durant tres dies al Will Palin's Underhill Studios a Blackheath (Londres), preparant-se per les sessions de gravació finals. Després de gravar algunes de les noves cançons pel programa Sounds of the 70's, presentat per Bob Harris com els recent batejats Spiders from Mars al gener de 1972, el grup va tornar a Trident aquell mateix mes per començar a treballar "Suffragette City" i "Rock 'n' Roll Suicide". Després de rebre una queixa del directiu de RCA Dennis Katz que l'àlbum no contenia cap senzill, Bowie va escriure "Starman", en substitució de "Round and Round" en la llista de pistes a l'últim moment; segons el biògraf Kevin Cann, la substitució va ser el 2 de febrer. Sobre la substitució de "Round and Round", Pegg va dir: "És extraordinari considerar que una de les cançons definitives de Bowie va substituir una cover a Chuck Berry gairebé com un segon pensament". Dos dies després, el 4 de febrer, el grup va gravar "Starman", "Suffragette City" i "Rock 'n' Roll Suicide", finalitzant les sessions. Bowie també va intentar incloure "All the Young Dudes", "Rebel Rebel" i "Rock 'n' Roll with Me" a Ziggy Stardust, però finalment no va ser així.

## Concepte i temes
The Rise and Fall of Ziggy Stardust and The Spiders from Mars tracta sobre la superestrella del rock àlien i bisexual anomenada Ziggy Stardust. Ziggy Stardust no va ser concebut com un àlbum conceptual i gran part de la història va ser escrita després que es gravés l'àlbum. Els personatges eren andrògins. Mick Woodmansey, va dir que la roba que van portar tenien "feminitat i pura extravagància", i que els estils dels personatges "apel·laven clarament als nostres instints de rebel·lió artística". Nenad Georgievski de la revista All About Jazz va dir que la gravació havia estat presentada amb "botes de tacons alts, vestits de diversos colors, maquillatge extravagant i una sexualitat escandalosa". Bowie ja havia desenvolupat una aparença andrògina, que havia rebut bona resposta per part de la crítica, però que havia tingut reaccions creuades entre l'audiència.

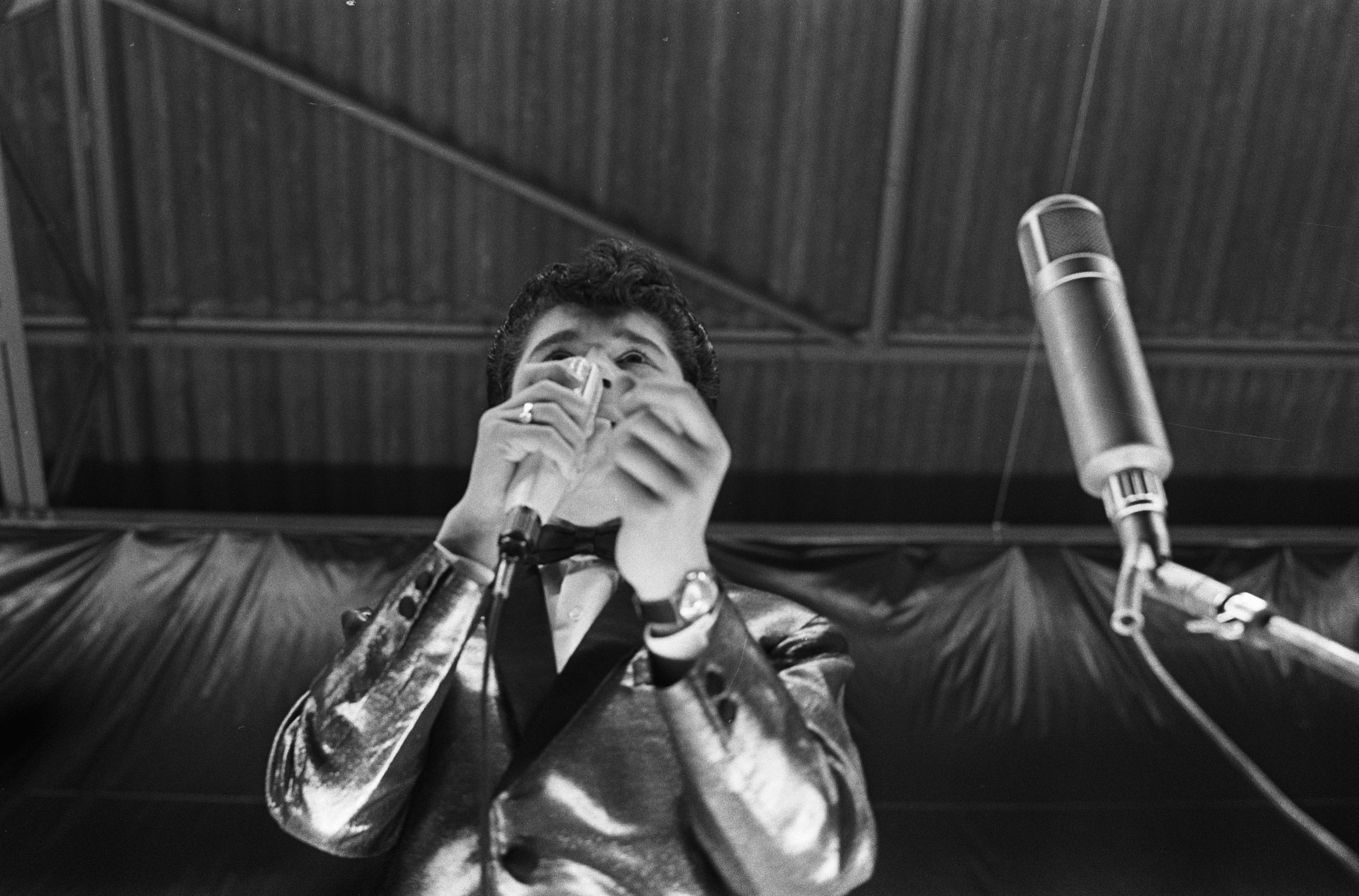
El cantant Vince Taylor (fotografiat l'any 1963), una de les principals inspiracions per al personatge de Ziggy Stardust.

Una de les principals inspiracions de Ziggy Stardust va ser el cantant anglès Vince Taylor, que havia conegut Bowie després que Taylor tingués una caiguda i es cregués una barreja entre un déu i un àlien. No obstant això, Taylor era només part d'un dels plans del personatge. Altres fonts d'inspiració per al personatge inclouen l'anterior àlbum de Bowie The Man Who Sold the World, Iggy Pop, cantautor del grup de proto-punk the Stooges, Lou Reed, cantant, autor i guitarrista de the Velvet Underground, Marc Bolan, cantautor i guitarrista del grup de glam rock T. Rex, el guitarrista i cantant Jimi Hendrix; el grup de rock progressiu King Crimson; ii el músic de culte Legendary Stardust Cowboy. Una teoria alternativa diu que, durant la gira, Bowie va desenvolupar el concepte de Ziggy com a barreja de la persona d'Iggy Pop i del músic Lou Reed, produint "l'ídol pop definitiu".
Una xicota de Bowie va recordar com estava "gargotejant notes en una tovalló d'un còctel sobre una estrella del rock anomenada Iggy o Ziggy", i quan va tornar a Anglaterra va fer pública la seva intenció de crear el personatge "que sembla que hagi aterrat de Mart".
El nom de Ziggy Stardust va venir en part del Legendary Stardust Cowboy, i en part perquè Ziggy era "un dels pocs noms cristians que vaig poder trobar que començaven per la lletra 'Z'". L'any 1990, Bowie va explicar que la part de "Ziggy" venia d'una sastreria anomenat Ziggy's que es va creuar anant en tren. Li agradava perquè tenia "aquella connotació d'Iggy [Pop] però era una botiga de roba, i vaig pensar, Bé, tot això serà sobre roba, així que va ser la meva brometa dir-li Ziggy. Així que Ziggy Stardust va ser una autèntica compilació de coses." Més tard va afirmar que Ziggy Stardust va néixer del desig de fugir del texà i del hippies dels anys 60.
En la història de l'àlbum, la Terra és salvada pel Mesies del rock n' roll, Ziggy Stardust, a només cinc anys de sobreviure. Li roba el cor als adolescents, espanta els pares, sedueix a tothom en el seu camí, i finalment mor víctima de la seva pròpia fama. Segons Bowie, ell "es porta a si mateix a les increïbles alçades espirituals i es manté viu gràcies als seus deixebles". Durant la cançó "Rock 'n' Roll Suicide", els infinits (extratererstres) arriben, i fan Ziggy Stardust a trossos a l'escenari.

## Cançons
En retrospectiva, Ziggy Stardust ha estat considerat glam rock, òpera rock i proto-punk. Nenad Georgievski va considerar que l'àlbum representa els interessos de Bowie en "el teatre, la dansa, la pantomima, el kabuki, el cabaret i la ciència-ficció." Després de la marxa de Rick Wakeman del piano, en les cançons de Ziggy Stardust el piano té menys protagonisme que en les cançons de Hunky Dory i la guitarra hi lidera més. A part de tocar la guitarra i compondre els arranjaments de corda, Ronson va tocar el piano en aquest àlbum, i segons Pegg, la seva actuació en cançons com "Five Years" i "Lady Stardust" prefiguren el talent que mostraria a Transformer de Lou Reed (1972). Les lletres de l'àlbum tracten sobre l'artificialitat de la música rock en general, sobre temes polítics, sobre el consum de les drogues, sobre l'orientació sexual i les estrelles. Stephen Thomas Erlewine va descriure les lletres de les cançons com "fracturades, paranoiques" i "evocadores d'un futur decadent, en descomposició". Bowie va utilitzar argot i pronunciació americans en tot l'àlbum, amb termes com "news guy", "cop" i "TV" (en detriment de "newsreader", "policeman" i "telly", respectivament).

### Cara u
La primera cançó de l'àlbum, "Five Years", comença amb un batec minimalista de la bateria, descrit per l'autor David Buckley com "similar al batec del cor". Els biògrafs Nicholas Pegg i Peter Doggett van notar que la intensitat creixent de la cançó, especialment en l'actuació vocal de Bowie – que passa de calmada a cridar. La lletra interromp les notícies per informar que a la Terra només li queden cinc anys abans de ser destruïda per un desastre apocalíptic imminent. Els dos primers versos són des del punt de vista d'un nen, que sent aquestes notícies per primer cop i s'endormisca a mesura que s'enfonsa. En el terxer vers, Bowie s'adreça a l'oient directament, així com introdueix de forma indirecta el personatge de Ziggy Stardust.
La segona cançó, "Soul Love", té una orquestració pop-jazz, un ritme "hand-clap" i un ritme similar amb la bateria al de "Five Years". La lletra és sobre diferents personatges abans del desastre imminent que destruïrà la Terra, segons s'ha descrit a "Five Years". El biògraf Marc Spitz va notar que la pista té un cert sentit de "frustració pre-apocalíptica". Doggett va notar que seguint la "visió panoràmica" de "Five Years", "Soul Love" ofereix un paisatge més "optimista", amb Bongos i guitarra acústica mostrant una "melositat fructuosa." Bowie fa un solo de saxòfon, que Doggett considera "relaxant".
"Moonage Daydream" va ser escrita durant la gira promocional de Bowie a Amèricaa principis de febrer de 1971. Originàriament, Bowie havia gravat la cançó juntament amb la del mateix àlbum "Hang On to Yourself" amb el grup efímer Arnold Corns aquell mateix mes, i l'havia publicat com un senzill. Seguint el fracàs del senzill, la cançó va ser refeta per encaixar en la narrativa de Ziggy. Musicalment, la cançó utilitza hooks harmònics i melòdics i percussió i guitarra a l'estil del heavy metal. El solo de guitarra de Ronson va ser en gran manera improvisat. La cançó introdueix directament el personatge de Ziggy Stardust. Doggett va escriure que un "somni llunós" ("moonage daydream") pot representar "un camí estàtic, instintiu cap a la creativitat", o no ser res més que un homenatge a "l'imaginari líric de la marca de Marc Bolan."
La cançó "Starman" va ser escrita com a resposta directa a la sol·licitud d'un senzill del cap de RCA Records Dennis Katz. Va substituir la cover al "Round and Round" de Chuck Berry com a afegitó d'últim minut. En referència a l'inclusió tardana d'aquesta cançó, Pegg va escriure: "És extraordinari considerar que una de les cançons definitives de Bowie va substituir una cover a Chuck Berry gairebé com un segon pensament." La lletra descriu Ziggy Stardust enviant un missatge d'esperança als joves de la Terra a través de la ràdio, sobre la salvació d'un àlien 'Starman'. La història és explicada des del punt de vista d'un dels joves que senten Ziggy. El cor es basa vagament en "Over the Rainbow", cantada per Judy Garland, a la pel·lícula de 1939 El màgic d'Oz. En la cançó apareix un arranjament de corda de Ronson, que Pegg descriu com més similar a l'estil de Hunky Dory que la resta de Ziggy Stardust.
"It Ain't Easy" és l'única cançó cover de l'àlbum. En ella hi apareix una contribució en clavicèmbal de Rick Wakeman i amb les veus baixes de Dana Gillespie, totes dues actuacions no acreditades; L'aportació de Gillespie va ser acreditada en la reedició de l'àlbum de 1999. Líricament, la cançó no té res a veure amb la narrativa de Ziggy, fet que ha fet que la seva inclusió fos criticada per la crítica; Pegg defensa que retirar "Velvet Goldmine" i "Sweet Head" hagués estat una millor elecció. El seu arranjament és descrit per Ned Raggett d'Allmusic com "una confecció cabaretística i un apocalipsi causat per l'esclat d'una roca", caaracteritzat per versos més tranquils en contrast amb un cor que conté veus baixes sobre excedides i la "guitarra triomfalment brillant" de Ronson.

### Cara dos
"Lady Stardust" va ser escrit "en dies" de la pista del mateix àlbum "Ziggy Stardust" a principis del 1971. A diferència de "Ziggy Stardust", "Lady Stardust" presenta un conte inacabat sense "suggerir més enllà d'un vague aire de melancolia". La cançó utilitza tant 'he' ('ell') com 'she' ('ella') en la seva lletra, no arribant a concretar el gènere. Segons Pegg, Bowie al·ludeix la frase de Lord Alfred Douglas "I smiled sadly for a love I could not obey" ("Vaig somriure tristament per un amor que no podia obeir"). Doggett va notar que se suggereix Elton John en l'arranjament de piano Ronson i en l'actuació vocal de Bowie.
"Star" va ser escrita i estrenada a Radio Luxembourg Studios el maig de 1971, sota el títol "Rock 'n' Roll Star". Bowie originalment l'havia donat a un grup poc conegut anomenat Chameleon, el juliol 1971, abans de decidir gravar-la ell mateix el setembre, tornant a escriure la lletra perquè encaixès en la narrativa de Ziggy. Segons Pegg, Ziggy es pregunta com "podria fer que tot valgués la pena com a estrella del rock'n'roll", així com també "desprecia aquells que han sacrificat les seves vides per ideals més elevats." Pegg i O'Leary la van considerar vital en comparació amb les dues cançons entre les quals es trobava: "Lady Stardust" presenta Ziggy com un personatge ja conegut per l'audiència, "Star" només el mostra cantant davant del mirall, i "Hang On to Yourself" el situa davant de la multitud. A part de la narrativa, la cançó reflexa les idealitzacions de Bowie de convertir-se ell mateix en una estrella i mostra les seves frustracions de no haver arribat al màxim del seu potencial. Musicalment, és una cançó amb un ritme més àgil; repeteix seccions abans de tallar amb el tempo a la meitat per a la coda.
Com "Moonage Daydream", "Hang On to Yourself" va ser escrita durant la gira promocional de Bowie a Amèrica a principis de febrer de 1971. Va gravar la cançó juntament amb "Moonage Daydream" amb Arnold Corns el mateix mes. Tot i que va ser publicada tant com a cara A i cara B, la cançó va fracassar i va animar Bowie a tornar-la a escriure perquè encaixés en la narrativa de Ziggy. En la narrativa, Ziggy és situat davant de la multitud, i emfasitza la metàfora que la música rock va del sexe a l'acompliment i torna de nou al sexe; planeja abandonar el clímax sexual per tenir una oportunitat d'arribar a l'estrellat, que l'acabarà duent a la seva caiguda. Segons Perone, la guitarra i els arranjaments recorden al punk de finals dels 1970.
"Ziggy Stardust" es crea al voltant d'un riff de Ronson, descrit per Spitz com "reconeixible a l'instant i primitiu però complex." Líricament, és la peça central de la narrativa de l'àlbum, presenta una "cronologia del naixement a la mort" completa del personatge Ziggy Stardust. A diferència de "Lady Stardust", "Ziggy Stardust" mostra l'ascens i el declivi de Ziggy d'una forma molt humana. O'Leary va observar que el narrador de la cançó no està definit: podria ser un espectador parlant retrospectivament de Ziggy, podria ser algun dels Spiders o fins i tot les "memòries dissociades" del mateix Ziggy. Alguns comentaristes han notat similaritats entre el personatge i altres famoses estrelles del rock, com ara Jimi Hendrix, Iggy Pop, Lou Reed, Jim Morrison i Mick Jagger. Richard Cromelin de Rolling Stone va considerar l'imaginari i la narració de Bowie en aquesta cançó com una de les més "aventureres".
Originalment, se li va oferir la cançó "Suffragette City" al grup Mott the Hoople, però la van rebutjar, i en comptes d'aquesta van enregistrar "All the Young Dudes" de Bowie. Descrita per Perone com una pista "convencional, simple", hi apareix un riff de piano molt influenciat per Little Richard i és un dels primers cops que Bowie utilitza un sintetitzador ARP, que posteriorment vertebraria la seva trilogia d'àlbums "Berlin Trilogy". La cançó conté una referència lírica a la novel·la La taronja mecànica d'Anthony Burgess i la frase "hey man!" prové de la cançó de Velvet Underground de 1968 "White Light/White Heat". Hi ha un fals final, després del qual es crida la frase "wham bam, thank you, ma'am!", el grup retorna al groove i acaba la pista i acaba amb Bowie xisclant "Suffragette!"
"Estava apassionat per la idea de l'estrella del rock com un meteor... La idea de la frase de the Who: 'Espero morir abans de fer-me gran.' En aquesta jove edat, no et pots creure que perdràs l'habilitat de ser tan entusiasta i saber-ho tot sobre el món, la vida i l'experiència. Creus que probablement has descobert tots els secrets de la vida. "Rock'n'Roll Suicide" va ser una declaració del final de l'efecte de ser jove".
L'última pista de l'àlbum, "Rock 'n' Roll Suicide", presenta la dissolució de Ziggy, que, segons Pegg, és ara "una figura buida atrapada en els fars dels cotxes que frenen mentre ensopega a la carretera." Descrita per Pegg com l'"A Day in the Life" particular de Bowie i per O'Leary com "una animada balada pop dels anys cinquanta", la cançó és un número teatral que comença calmadament amb la guitarra acústica abans de construir un arranjament exuberant, amb una orquestra de fons. Perone va escriure que construeix intensitat a mesura que el missatge desesperat de Ziggy lluita per il·luminar la els espectadors terranals. Segons Bowie, els versos inicials sobre encendre una cigarreta són una metàfora: "la vida és una cigarreta, fuma-te-la amb presses o assaboreix-la". En lloc de morir en sang, Ziggy plora a l'audiència perquè "li donguin les seves mans" ja que són "fantàstics". Després d'aquesta proclamació, Ziggy pereix.

## Llista de pistes
Totes les cançons van ser escrites per David Bowie, excepte si s'indica el contrari.
Cara u
1. "Five Years" – 4:42
2. "Soul Love" – 3:34
3. "Moonage Daydream" – 4:40
4. "Starman" – 4:10
5. "It Ain't Easy" (Ron Davies) – 2:58

Cara dos
1. "Lady Stardust" – 3:22
2. "Star" – 2:47
3. "Hang On to Yourself" – 2:40
4. "Ziggy Stardust" – 3:13
5. "Suffragette City" – 3:25
6. "Rock 'n' Roll Suicide" – 2:58

Cançons extres de la reedició de 1990
1. "John, I'm Only Dancing" (versió del single de 1972, nou remix new 1990 remix) – 2:43
2. "Velvet Goldmine" (single de la cara-B del rellançament de RCA de 1975 de "Space Oddity") – 3:09
3. "Sweet Head" – 4:14
4. "Ziggy Stardust" (demo de febrer de 1971) – 3:35
5. "Lady Stardust" (demo de març de 1971) – 3:35

Cançons extres de la reedició de 1990
1. "Moonage Daydream" (versió d'Arnold Corns)  – 3:53
2. "Hang On to Yourself" (versió d'Arnold Corns)  – 2:54
3. "Lady Stardust" (demo)  – 3:33
4. "Ziggy Stardust" (demo)  – 3:38
5. "John, I'm Only Dancing"  – 2:49
6. "Velvet Goldmine"  – 3:13
7. "Holy Holy" (enregistrament de 1971)  – 2:25
8. "Amsterdam" (Jacques Brel, Mort Shuman)  – 3:24
9. "The Supermen" (Versió alternativa)  – 2:43
10. "Round and Round" (Chuck Berry)  – 2:43
11. "Sweet Head" (presa 4)  – 4:52
12. "Moonage Daydream" (nova mescla)  – 4:47

## Estadístiques
| Any  | Taula                                                | Posició pic |
| ---- | ---------------------------------------------------- | ----------- |
| 1972 | Àlbums britànics (OCC)                               | 5           |
| 1973 | Àlbums Espanyols (Promusicae)                        | 2           |
| 1973 | US Billboard 200                                     | 75          |
| 1990 | Àlbums neerlandesos (Dutch Album Top 100)            | 61          |
| 2016 | Àlbum australians (ARIA Charts)                      | 21          |
| 2016 | Àlbums austríacs (Ö3 Austria Top 40)                 | 34          |
| 2016 | Canadian Albums Chart (Billboard)                    | 22          |
| 2016 | Àlbums danesos (Hitlisten)                           | 40          |
| 2016 | Àlbums finlandesos (Suomen virallinen lista)         | 46          |
| 2016 | Àlbums alemanys (Media Control Charts)               | 95          |
| 2016 | Àlbums italians (FIMI)                               | 32          |
| 2016 | Àlbums novazelandesos (RMNZ)                         | 20          |
| 2016 | Àlbums noruecs (VG-lista)                            | 17          |
| 2016 | Àlbums portuguesos (AFP)                             | 23          |
| 2016 | Àlbums suecs (Sverigetopplistan)                     | 19          |
| 2016 | Àlbums suïssos (Swiss Music Charts)                  | 21          |
| 2016 | US Billboard 200                                     | 21          |
| 2016 | Top Pop Catalog Albums dels Estats Units (Billboard) | 3           |
| 2018 | Greek Albums Chart                                   | 32          |

| Taula (2016)    | Posició |
| --------------- | ------- |
| UK Albums (OCC) | 82      |